# Vår Fru av Hälsans kloster och kyrka
Vår Fru av goda Hälsans kloster och kyrka (kroatiska: Samostan i crkva Gospe od Zdravlja) är ett romersk-katolskt kloster och klosterkyrka i Split i Kroatien. Franciskanklostret och kyrkan är belägna vid Gajo Bulats torg, öster om nationalteatern, i centrala Split. 

## Historik
Byggnadskomplexet bestående av ett kloster och klosterkyrka är uppfört under 1900-talet men ligger på platsen för ett äldre kloster och kyrka. För att möta den lokala församlingens behov uppfördes en ny klosterkyrka åren 1936–1937 enligt ritningar av Lavoslav Horvat. Den ersatte en äldre kyrka i barockstil som hade uppförts åren 1759–1770. Vid uppförandet av den nya kyrkan besparades klocktornet som hade uppförts år 1846 enligt ritningar av ingenjören Vicko Andrić.
Det nuvarande klostret började uppföras år 1984 enligt ritningar av arkitekten Slaven Rožić och stod färdigt år 1986.

### Fotnoter
1. 1 2 3 4 5 6 7 8  Franjevci-split.hr - Franciskanorden i Split (kroatiska)